# Tkatschow (Adygeja)
Tkatschow (russisch Ткачёв) ist ein Dorf (chutor) in Südrussland. Es gehört zur autonomen Republik Adygeja und hat 202 Einwohner (Stand 2019). Im Ort gibt es eine Straße. Der Ort liegt 31 km nördlich von Tulski. Komintern ist der nächstgelegene ländliche Ort.